# Ramon Borrell av Barcelona
Ramon Borrell av Barcelona, död 1017, var regerande greve av Barcelona mellan 992 och 1017.
Han mötte flera moriska invasioner 1000-1002. När morerna 1003 splittrades av inre strider utnyttjade han tillfället, besegrade morerna i slaget vid Tora 1003 med hjälp av en kristen koalition och plundrade Córdoba i maj 1010.